# Nikołaj Biriukow (pisarz)
Nikołaj Biriukow (ur. 1 lutego?/14 lutego 1912 w Oriechowie-Zujewie, zm. 31 stycznia 1966 w Symferopolu) – rosyjski pisarz, autor powieści Czajka oraz Wody Narynu, członek Wszechzwiązkowej Komunistycznej Partii (bolszewików) od 1951.